# Інге Блум

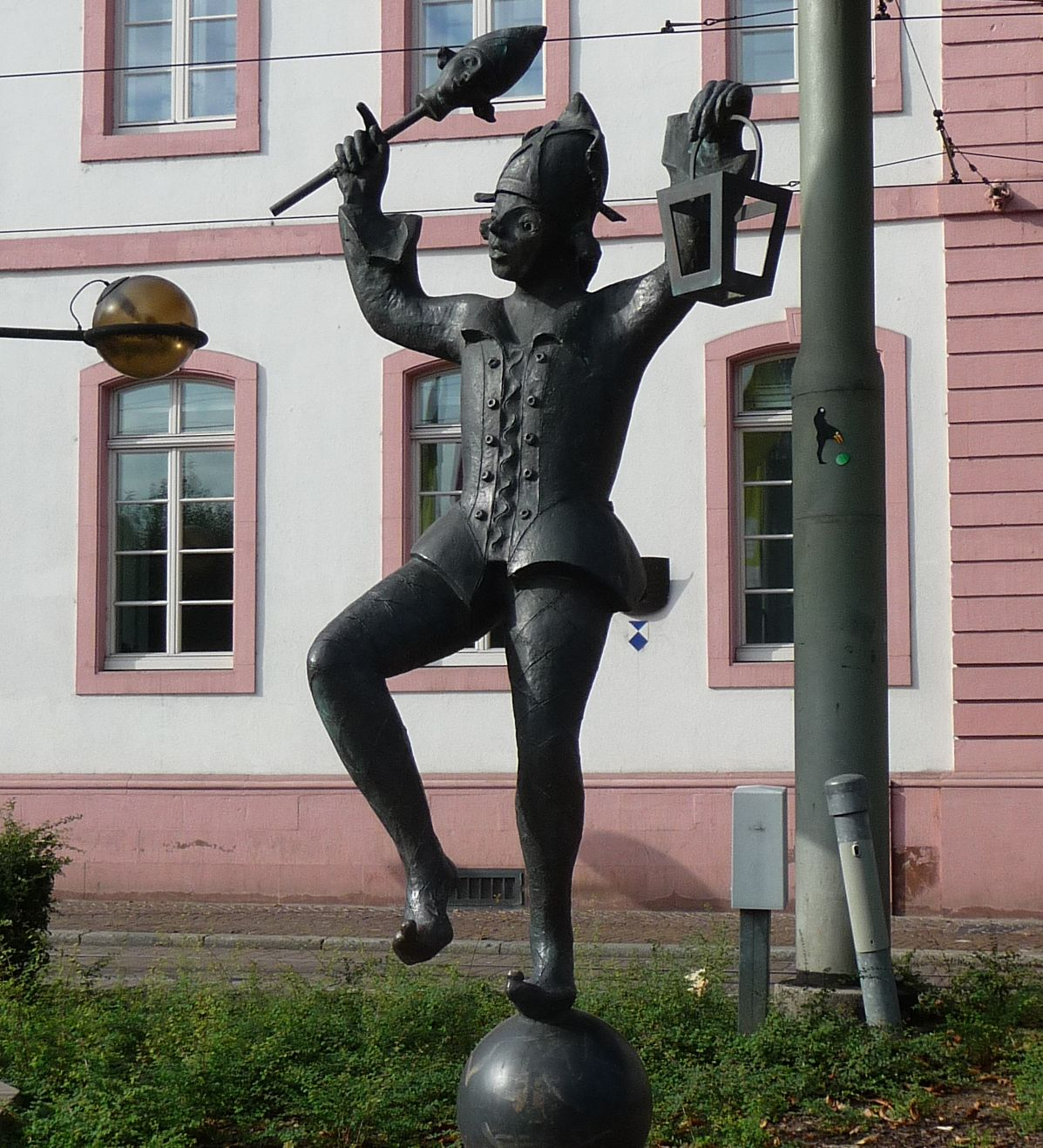
Сторож з ліхтарем — символ Майнцького карнавалу. Скульптура Інґи Блум

Інґе Блум (нім. Inge Blum; нар. 24 лютого 1924, Людвігсгафен — пом. 12 серпня 2011, Майнц) — німецька скульпторка, яка жила і працювала у Майнці.
Її роботи були встановлені на вулицях та площах у Майнці та вздвж річкового водного шляху Рейн-Майн.

## Життєпис
Інґе Блум народилася 24 лютого 1924 року в Людвігсгафені землі Рейнланд-Пфальц. У 1947 році розпочала навчатися мистецтву в школі Майнца у професора Гайнца Мюллера-Олма. Згодом Інге Блум вийшла заміж за нього. Завершила навчання у 1951 році.
Після закінчення Другої світової війни розпочалося мистецьке пробудження у французькій зоні окупації, до якої належав Майнц.
Грант французького уряду дозволив художниці з 1954 по 1955 рік навчатися в Академія Ґранд-Шомьєр у Парижі, де вона вивчила нові методики, будучи студенткою у класі скульптури Осип Цадкіна. Тут вона напрацювала свій особистий стиль.
Повернувшись у Майнц, Інге працювала позаштатним скульптором. У 1979/1980 рр. Блум відвідувала Міжнародну літню академію образотворчих мистецтв у Зальцбурзі. Використовувала глину, протягом багатьох років виробила безпомилковий стиль, визначений особливою формою тулуба та фрагментів. Численні скульптури встановлені в Майнці в громадській зоні та приватних садибах.
Інґе Блум померла в 2011 році у віці 87 років.

## Твори
- Сонячний годинник (1965), художній пейзаж в Майнці
- «Втікаючий торс IV» (1988)
- «Сидячий торс IV» (1990) у фоє Landesbank Rheinland-Pfalz
- Меморіал бомбардування Майнца 27 лютого 1945 року
- Скульптура в місцевому суді в Бінген-ам-Райн
- Дизайн європейської медалі міста Майнц
- Архітектурні скульптури у приватних садибах
- «Сторож з ліхтарем», бронзова скульптура, Майнц, Шиллерплац
- Бронзова скульптура «Януш Корчак» для школи, названої його іменем